# Politique linguistique du Kazakhstan

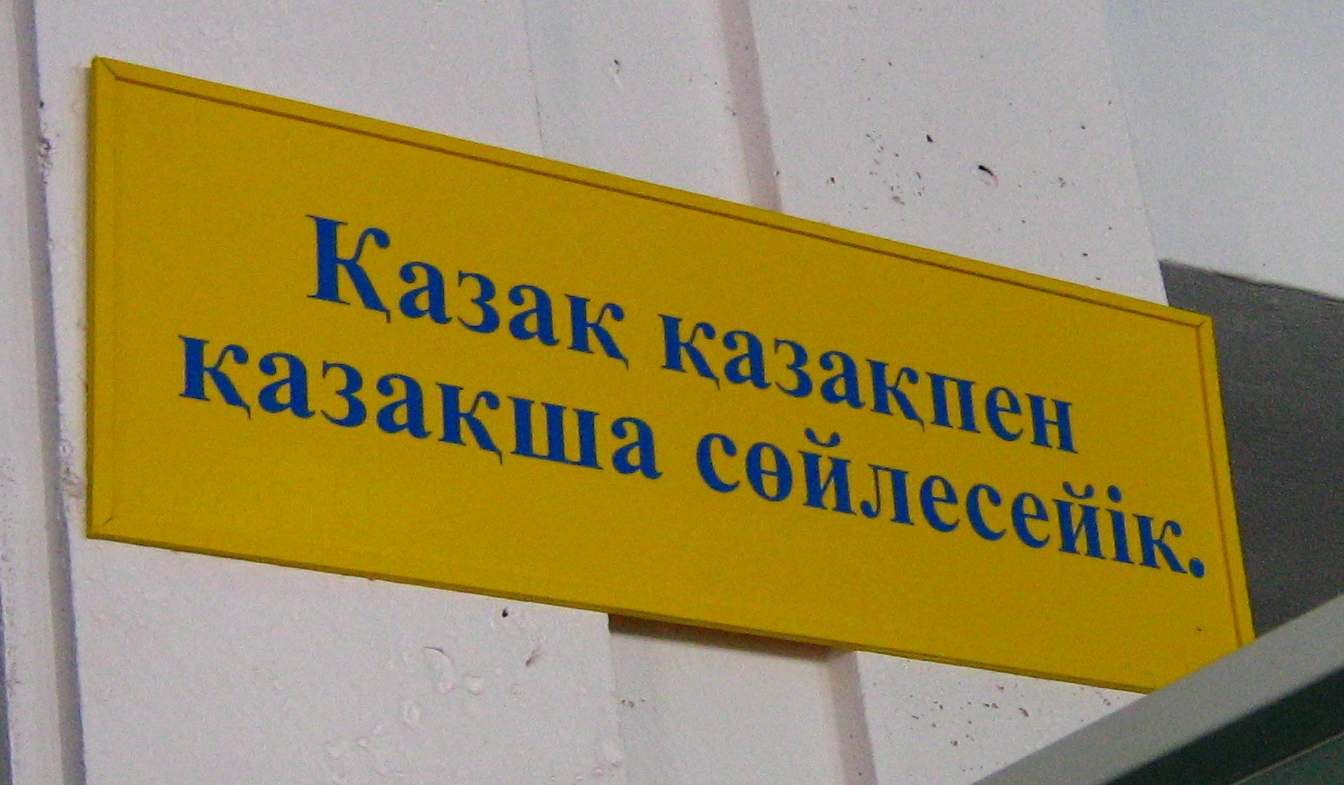
« Entre Kazakhs, parlons en kazakh. » : plaque signalétique dans un sanatorium à Almaty.

La politique linguistique du Kazakhstan est l'ensemble des mesures prises par les pouvoirs publics au Kazakhstan en ce qui concerne la situation linguistique du pays.
De nos jours, la population du Kazakhstan se compose de plus de 130 ethnies distinctes ; en 2001, seul un Kazakhstanais sur deux comprenait le kazakh, sans toutefois parfaitement le maîtriser. La kazakhisation (ru) (politique de renforcement de la culture et de la langue traditionnelle au Kazakhstan) est mise en œuvre par un cadre légal qui vise à faire en sorte que chaque citoyen maîtrise le kazakh.

## Situation historique

### Russification de la RSS du Kazakhstan
Entre les années 1920 et 1930, l'URSS lança la politique d'indigénisation (korenizatsia), une campagne dans le but de promouvoir la langue locale dans les pays de l'union soviétique. Les documents administratifs ont été traduits en kazakh, le nombre de représentants kazakhs au pouvoir a été accru, et la langue kazakhe a été transcrite en caractères latins, puis cyrilliques ; les fonctionnaires du parti et des administrations ont reçu des cours de kazakh, et de nombreuses activités de sensibilisation ont été menées. Cette politique a rencontré une forte résistance, notamment des chefs d'organismes, qui s'opposèrent à l'ouverture de cours de kazakh pour les travailleurs européens, ce qui aboutit à une formation imparfaite de la langue kazakhe pour ces derniers.
C'est à la fin de cette même période que les linguistes kazakhs ont été réprimés, ainsi que les écrivains et les rédacteurs d'ouvrages élémentaires de langue kazakhe. En 1937, il ne restait plus un seul professionnel linguiste pour le kazakh, et la linguistique kazakhe était à recréer. La répression politique a réduit le nombre de Kazakhs de l'intelligentsia. La russification de la génération suivante devint alors inévitable.
La cause principale de la russification du Kazakhstan est liée à un changement de la composition de la population ayant abouti à une forte réduction du pourcentage de la population autochtone, notamment du fait des facteurs suivants :
- la famine de 1932-1933 avait fait près d'un million de victimes parmi les Kazakhs[5] ;
- la politique de dékoulakisation entre 1920 et 1930 s'est accompagnée d'une immigration de paysans slaves déportés (environ 250 000 personnes)[6] ;
- l'arrivée de migrants originaires d'autres républiques dans le cadre de l'industrialisation du Kazakhstan au début des années 30[7] ;
- la déportation des peuples vers la RSS du Kazakhstan entre 1937 et 1949 a mené à un afflux d'environ un million de personnes[8] ;
- les déportations dues aux répressions staliniennes entre la fin des années 1920 et le début des années 1950 ont déplacé plus de 5 millions de personnes en RSS du Kazakhstan[9] ;
- l'arrivée de migrants originaires d'autres républiques dans le cadre de la campagne des terres vierges, qui a débuté en 1954 (640 000 personnes se sont installées au Kazakhstan entre 1954 et 1956)[10],[11].

La russification du Kazakhstan a répandu le russe au détriment du kazakh, d'autant plus que la maîtrise du russe à l'époque soviétique était une garantie de mobilité sociale et de la carrière professionnelle. Alors que durant les années 1920-1930, le nombre de Kazakhs maîtrisant le russe était négligeable, en 1970, 42 % des Kazakhs parlaient couramment le russe (contre 19 % chez les Kirghizes, et moins de 15 % chez les Ouzbeks, les Tadjiks et les Turkmènes). En 1989, ce chiffre monte à 63 % des Kazakhs, et 30 % des Kazakhs vivant en ville ne connaissaient pas leur langue maternelle et ne parlaient que le russe.

### Restauration du statut de la langue kazakhe
La loi du 22 septembre 1989 confère au kazakh le statut de langue officielle, et la langue russe n'a plus qu'un statut de « langue véhiculaire ». Des amendements ultérieurs à la Constitution de la République du Kazakhstan ont donné au russe un statut équivalent au kazakh.
En 2006, les documents administratifs de cinq oblys (Atyraou, Djamboul, Kyzylorda, Manguistaou et Kazakhstan-Méridional) furent officiellement traduits en kazakh, en dépit des difficultés. Le passage au kazakh a été soutenu par l'État à hauteur de 500 millions de tenge pour l'année 2006.
En 2007, le nombre de Kazakhstanais maîtrisant la langue officielle était estimé à 70 % de la population ; selon le ministère de la Culture, au moment de la mise en place de la Loi sur les langues au Kazakhstan, ce nombre se montait seulement à 40 %.
Le gouvernement du Kazakhstan prévoit de commencer un processus de latinisation du kazakh pour 2025 ; toutefois, il existe des courants de pensée qui estiment que cette réforme pourrait nuire à la langue, se trouvant déjà dans une situation fragile.

## Cadre règlementaire
Le 30 août 1995, la nouvelle constitution de la république du Kazakhstan établit que le kazakh est la langue d'État, et que la langue russe conserve un caractère officiel.
La loi du 11 juin 1997 renforce l'idée que le kazakh doit être maîtrisé par tous les habitants du Kazakhstan, et rend obligatoire l'enseignement du kazakh dans tous les établissements scolaires,.